# Rochedos Eddystone
Os Rochedos Eddystone são um grupo de dois rochedos (o norte sendo o maior) situados a noroeste da Ilha Rugosa, a leste da Ilha Livingston nas Ilhas Shetland do Sul, Antártida.
A feição foi mapeada e nomeada em 1821 por Robert Fildes e recebeu o nome dos Rochedos Eddystone próximos de Plymouth, Inglaterra.

## Localização
Os rochedos estão centrados em 62° 35′ 54,9″ S, 61° 23′ 11,6″ O que está 3,54 km (2,2 mi) a oeste-sudoeste de Os Apontadores e 4,73 km (2,94 mi) a oeste-noroeste de Cabo Sheffield, Ilha Rugosa (mapeamento britânico em 1821, 1822, 1933 e 1968, francês em 1937, argentino em 1946, 1957 e 1980, chileno em 1971, e búlgaro em 2009).

## Mapas
- Chart of South Shetland including Coronation Island, &c. from the exploration of the sloop Dove in the years 1821 and 1822 by George Powell Commander of the same. Scale ca. 1:200000. London: Laurie, 1822.
- L.L. Ivanov. Antarctica: Livingston Island and Greenwich, Robert, Snow and Smith Islands. Scale 1:120000 topographic map.  Troyan: Manfred Wörner Foundation, 2009.  ISBN 978-954-92032-6-4

Troyan: Manfred Wörner Foundation, 2009.  ISBN 978-954-92032-6-4

## Ligações Externas
- Dicionário Geográfico Antártico Composto.